# 高維垣
高維垣（？—？），字環五，號巖筑，河南開封府陈留县軍籍，明朝政治人物。同进士出身。

## 生平
六月二十一日生，治诗经。萬曆十九年（1591年）辛卯科河南乡试第七十三名举人，二十三年（1595年）乙未科进士。吏部觀政，二十八年七月降用，三十年授德平县丞，本年升黄州府推官，以枉杀人，改调，三十六年調補太平府推官，三十七年升南户部主事，四十一年升郎中，四十二年官至大同府知府，祀乡贤。

## 家族
曾祖高橡，文林郎東明縣知縣。祖高作，永豐縣主簿。父高一夔，見任陕西澄城縣知縣。母李氏，继母张氏。严侍下。弟维墉、维城。娶李氏，子高可仰。